# Duomyia rudis
Duomyia rudis är en tvåvingeart som beskrevs av Mcalpine 1973. Duomyia rudis ingår i släktet Duomyia och familjen bredmunsflugor. Inga underarter finns listade i Catalogue of Life.